# 卢德维克·瓦伦斯基
卢德维克·塔德乌什·瓦伦斯基（波蘭語：Ludwik Tadeusz Waryński；1856年9月24日—1889年3月2日），19世纪波兰社会主义运动家、理论家。

## 生平
瓦伦斯基出生于俄罗斯帝国基辅省马尔蒂努夫卡（Martynówka，在今乌克兰切尔卡瑟州）的波兰贵族家庭，父亲曾参与一月起义反抗帝俄于波兰的统治。1865年，瓦伦斯基开始在白采尔科维接受教育；1874年赴圣彼得堡工艺学院学习，开始参与社会主义运动，加入波兰社会主义青年会。1875年，因参与学生运动而被开除学籍，瓦伦斯基在警察监视下返乡，并居家自学一年。
1877年，瓦伦斯基赴华沙组织社会主义运动，创立了俄属波兰首家社会主义杂志社。瓦伦斯基成为波兰工人运动的领袖之一，此后还在普瓦维农学院就学。1878年，瓦伦斯基起草《布鲁塞尔纲领》，是为波兰社会主义运动的著名纲领与宣言之一。1879年，他被警察机构抓捕，并被驱逐出境。瓦伦斯基流亡至利沃夫，一年后又转移至克拉科夫，并在此继续组织社会主义运动。1879年2月，他被奥匈帝国警察逮捕，并被羁押一年，最终被判无罪。但瓦伦斯基仍被迫继续流亡至瑞士。瓦伦斯基在瑞士创办《平等》月刊，同时频繁同其他社会主义者联络。瓦伦斯基在瑞士同另一位波兰社会主义者瓦克瓦夫·谢罗谢夫斯基的女儿安娜（Anna Sieroszewska）相识，二人成婚并诞下一子塔德乌什。
1882年，瓦伦斯基秘密返回华沙，创建了波兰首个工人党派无产阶级党。1883年，瓦伦斯基被俄国秘密警察逮捕，在1885年被判处16年劳役。4年后的1889年，瓦伦斯基因结核病逝世于什利謝利堡监狱。

## 后世影响
冷战期间的波兰人民共和国将瓦伦斯基誉为波兰社会主义运动的开创者。波兰诗人瓦迪斯瓦夫·布罗涅夫斯基歌颂瓦伦斯基的诗篇《卢德维克·瓦伦斯基之死的悲歌》（Elegia o śmierci Ludwika Waryńskiego）成为当时波兰学生的必背诗篇。
瓦伦斯基的头像出现在波兰1975年至1996年期间100兹罗提纸币上。
波兰女导演万达·雅库博夫斯卡将瓦伦斯基的生平拍成电影《白色马祖里亚》，于1979年公映。
如今在波兰和乌克兰建有多处纪念瓦伦斯基的雕像。

### 书目
- Blit, Lucjan. . LSE Monographs in International Studies 1 digital reprint. London: Cambridge University Press. 2008 [1971]. ISBN 978-0-521-08192-4.
- Notkowski, Andrzej. . Wrocław: Zakład Narodowy im. Ossolińskich. 1989. ISBN 83-04-03034-9.